# Bakelsbosch

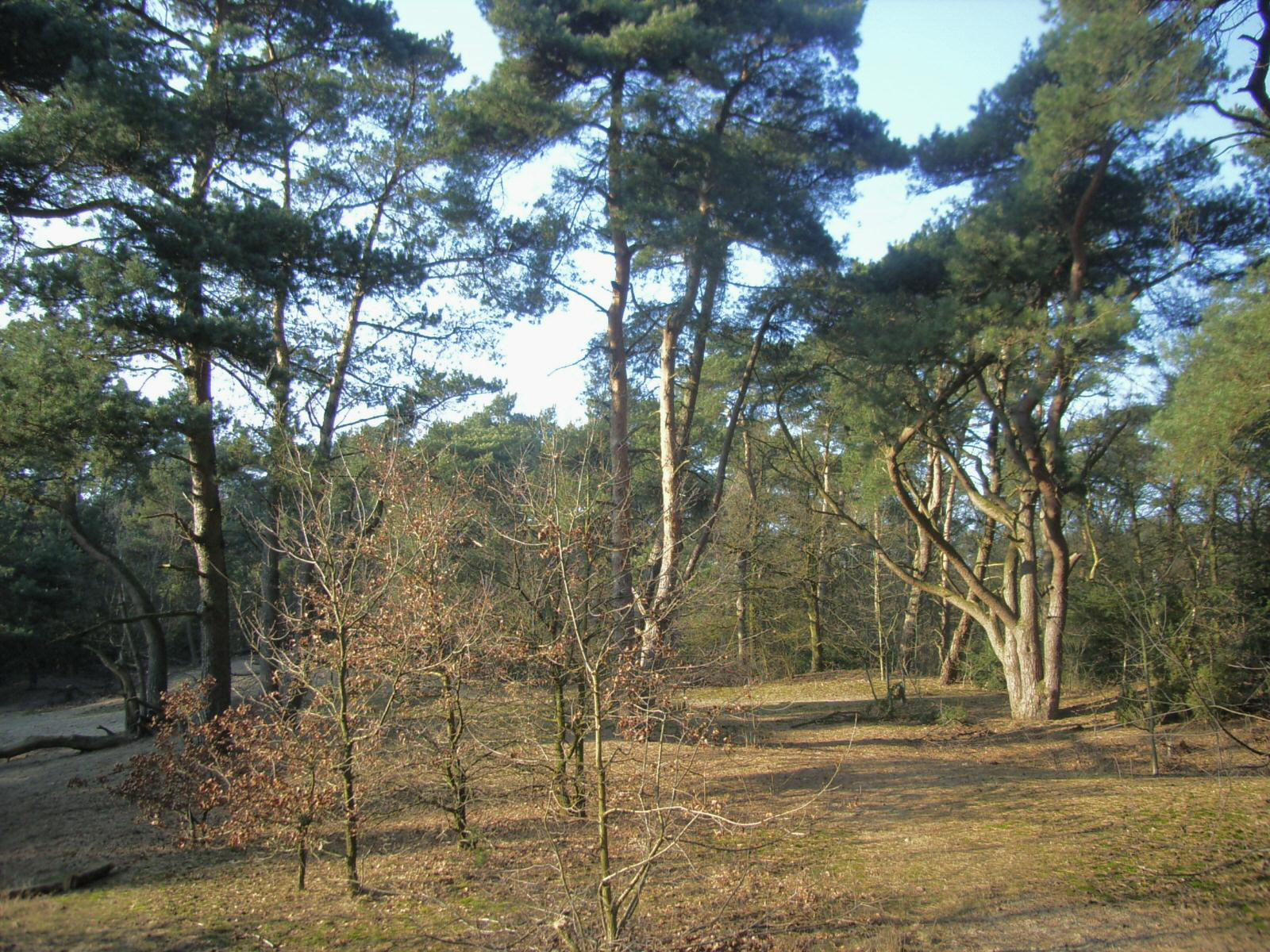
Het Bakelse bos in Helmond

Het Bakelsbosch is een 115 ha groot naaldhoutgebied in de gemeente Helmond. Het betreft een voormalig gemeentebos, maar is nu eigendom van Brabant Water, dat al geruime tijd een drinkwaterproductiebedrijf heeft aan de Scheidijk.

## Ligging
Het Bakelsbosch (vaak zegt men: ‘Bakelse bossen’) ligt, zoals de naam suggereert, in een gebied dat tot in de jaren 1960 tot de gemeente Bakel en Milheeze behoorde. Het is sindsdien grotendeels ingesloten geraakt tussen de Helmondse stadswijken Rijpelberg en Dierdonk. Aan de oostzijde wordt het begrensd door het dal van de Bakelse Aa; aan de westzijde door de Zuid-Willemsvaart.

## Natuur

### Flora
De oudste bospercelen dateren van 1915. Het bos is biologisch vrij arm vanwege haar ligging op voormalig stuifzand (‘klapzand’, zeggen de Helmonders) en bestaat vooral uit grove den, maar ook andere naaldhoutsoorten en Amerikaanse eik. Aardig zijn de stuifheuveltjes, een jeneverbesstruweel, een stukje open stuifzand (‘de schietbaan’) en een klein heideveldje.

### Fauna
In het bos komen veel verschillende soorten vogels voor zoals: de merel, de vlaamse gaai, de ekster, de koolmees, de pimpelmees en de grote bonte specht. Verder zitten er ook veel konijnen en eekhoorns.

## Recreatie
Door zijn ligging is het gebied zeer geschikt als groene long voor de stad, hoewel het weinig recreatieve voorzieningen noch een parkachtige aanleg kent. Wel wordt het doorkruist door een aantal doorgaande fietspaden, waarvan dat langs de Zuid-Willemsvaart wellicht het meest aantrekkelijke is.